# مايكل كونيلي
مايكل جوزيف كونيلي (بالإنجليزية: Michael Connelly) (ولد في 21 يوليو عام 1956).  مؤلف للروايات البوليسية وأدب الجريمة، لا سيما تلك التي تحوي شخصية هيرونيموس «هاري» بوش العامل في شرطة لوس أنجلوس ومحامي الدفاع الجنائي ميكي هالر. حقق كونيلي أفضل مبيعات لـ31 رواية وعمل غير خيالي، إذ بيعت أكثر من 60 مليون نسخة من كتبه حول العالم وتُرجمت لـ 40 لغة أجنبية. فازت روايته الأولى بعنوان «الصدى الأسود» جائزة إدغار لكتّاب الغموض الأمريكي لأفضل أول رواية عام 1992. في عام 2002، أخرج كلينت إيستوود ومثّل في الفيلم الذي تبنى رواية كونيلي لعام 1998، عمل الدم. في مارس عام 2011، مثل ماثيو ماكونهي بدور ميكي هالر في الفيلم الذي تبنى رواية كونيلي بعنوان «ذا لينكولن لوير (محامي لينكولن)». كان كونيلي رئيس كتّاب الغموض في أمريكا بين عامي 2003 و2004.

## النشأة
ولد كونيلي في فيلادلفيا، بنسلفانيا، ثاني أكبر طفل لدبليو. مايكل كونيلي، الذي عمل مطورًا للعقارات، وماري كونيلي، التي عملت مدبرة منزلية. وفقًا لكونيلي، كان والده فنانًا ضعيفًا شجع أولاده على الرغبة بالنجاح في الحياة، وكان مجازفًا تناوب بين النجاح والفشل خلال مسيرته المهنية. كانت والدته معجبة بأدب الجريمة وعرّفت ابنها على عالم روايات الغموض.
في عمر الثانية عشرة، انتقل كونيلي مع عائلته من فيلادلفيا إلى فورت لودرديل بولاية فلوريدا حيث التحق بمدرسة سانت توماس أكويناس الثانوية. في عمر السادسة عشر، تزايد اهتمام كونيلي بالجريمة والغموض عندما كان عائدًا إلى المنزل من عمله (غاسل أطباق في فندق)، حيث لاحظ رجًلا يرمي شيئًا ما خلف السياج. قرر كونيلي التحقيق في الموضوع ووجد أن ذاك الشيء كان مسدسًا ملوفًا بقميص عمل. بعد إعادته المسدس إلى مكانه، تبع كونيلي الرجل الذي ذهب إلى حانة، وعاد إلى المنزل ليخبر والده. لاحقًا في تلك الليلة، جلب كونيلي الشرطة إلى الحانة، لكن الرجل كان قد رحل بالفعل. قدم هذا الحدث كونيلي إلى عالم ضباط الشرطة وحياتهم، واستهوته طريقة عملهم.
خطط كونيلي المتابعة في دراسة اختيار والده المبكر في البناء والتحق بجامعة فلوريدا في جينزفيل، في مدرسة رينكر للبناء لدراسة إدارة الإنشاءات. بعد حصوله على درجات أقل من المتوقع، ذهب كونيلي لمشاهدة فيلم روبرت ألتمان «الوداع الطويل (1973)». ألهم الفيلم الذي استند إلى رواية رايموند تشاندلر المسمية التي تحمل اسم «مغامرات 1953» كونيلي ليصبح كاتب غموض. ذهب كونيلي إلى منزله وهمّ بقراءة أعمال شاندلر التي تحوي شخصية فيليب مارلو، وقرر النقل لكلية الصحافة والاتصالات في جامعة فلوريدا، متخصصًا بالصحافة، وقليل من الكتابة الإبداعية. 

## بدايته المهنية
بعد تخرجه من جامعة فلوريدا في عام 1980، حصل كونيلي على وظيفة كاتب جريمة في صحيفة دايتونا بيتش نيوز جورنال، حيث عمل مدة عامين تقريبًا حتى ذهب إلى فورت لودرديل نيوز وسون سينتينيال عام 1981. غطّى هناك أخبار الجريمة حروب الكوكايين في جنوب فلوريدا. استمر في العمل مع الجريدة بضع سنوات، وفي عام 1986، قضى هو واثنان من زملائه أشهرًا في مقابلة الناجين من حادث تحطم طائرة دلتا الرحلة 191، تلك القصة التي حجزت لكونيلي مقعدًا في نهائيات الحصول على جائزة بوليتزر. جلب له الشرف أيضًا وظيفة للعمل مراسل جريمة في صحيفة لوس أنجلوس تايمز. انتقل إلى كاليفورنيا عام 1987 مع زوجته ليندا ماكالب التي التقى بها خلال دراسته في الجامع وتزوجا في أبريل من العام 1984. 

## التعليم
تعلم في جامعة فلوريدا.

## جوائز
حصل على جوائز منها:
- الخنجر الماسي لكارتييه [الإنجليزية]‏ (2018)
- جائزة بوليتزر عن فئة الصحافة التحقيقية
- الجائزة الكبرى لأدب الشرطة [الإنجليزية]‏
- Premio Bancarella [الإنجليزية]‏
- جائزة إدغار.

## وصلات خارجية
- مايكل كونيلي على موقع IMDb (الإنجليزية)
- مايكل كونيلي على موقع ألو سيني (الفرنسية)
- مايكل كونيلي على موقع ميوزك برينز (الإنجليزية)
- مايكل كونيلي على موقع قاعدة بيانات الأفلام السويدية (السويدية)
- مايكل كونيلي على موقع ديسكوغز (الإنجليزية)
- مايكل كونيلي على موقع قاعدة بيانات الفيلم (الإنجليزية)

- مايكل كونيلي في قاعدة بيانات الأفلام على الإنترنت